# Kirchwelver
Kirchwelver ist eine Gemarkung und einer der beiden historischen Kernorte der Gemeinde Welver im Kreis Soest in Nordrhein-Westfalen. Bis 1957 war Kirchwelver eine eigenständige Gemeinde im alten Kreis Soest.

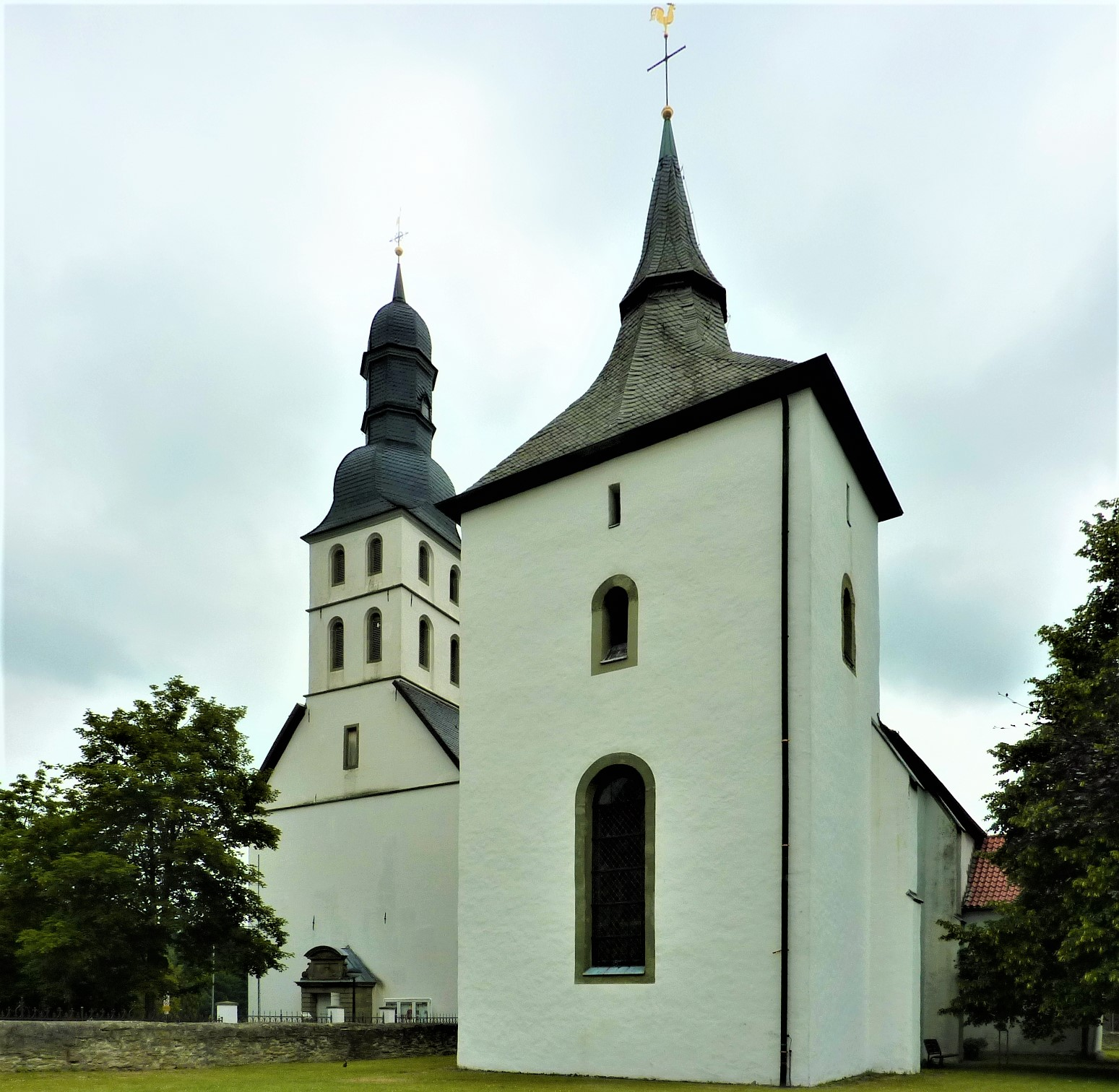
Im Vordergrund St. Albanus und Cyriakus, links im Hintergrund St. Bernhard

## Geographie
Kirchwelver ist der nördliche Teil des Kernortes von Welver; es ist baulich mit dem südlich anschließenden Meyerich zusammengewachsen. Der ursprüngliche Dorfkern von Kirchwelver liegt bei den beiden Kirchen St. Albanus und Cyriakus und St. Bernhard.

## Geschichte
In Kirchwelver bestand von 1240 bis 1809 das Kloster Welver.
Seit dem 19. Jahrhundert bildete Kirchwelver eine Gemeinde im Amt Schwefe des Landkreises Soest im westfälischen Regierungsbezirk Arnsberg. Da die Errichtung des Bahnhofs Welver zwischen Kirchwelver und Meyerich in der Mitte des 19. Jahrhunderts zur Entstehung eines neuen Siedlungsgebietes mit zentralen Einrichtungen für beide Dörfer geführt hatte, wurden die beiden Gemeinden am 1. April 1957 zur neuen Gemeinde Welver zusammengeschlossen.

## Einwohnerentwicklung
| Jahr | Einwohner | Quelle |
| ---- | --------- | ------ |
| 1871 | 206       | [ 1 ]  |
| 1885 | 250       | [ 2 ]  |
| 1895 | 253       | [ 3 ]  |
| 1910 | 346       | [ 4 ]  |
| 1933 | 349       | [ 5 ]  |
| 1939 | 358       | [ 5 ]  |
| 1946 | 508       | [ 6 ]  |

## Baudenkmäler
Neben den beiden Kirchen stehen im alten Dorfkern von Kirchwelver mehrere alte Gebäude unter Denkmalschutz.